# 岡山県立笠岡商業高等学校
岡山県立笠岡商業高等学校（おかやまけんりつ かさおかしょうぎょうこうとうがっこう）は、岡山県笠岡市笠岡にある県立の商業高等学校である。略称は「笠商（かさしょう）」。

## 学科
- 商業科（令和４年度入学者選抜から生徒募集停止）
- 情報処理科（令和４年度入学者選抜から生徒募集停止）
- ビジネス情報科（令和４年度入学者選抜から）

## 沿革
- 1902年 - 笠岡町立商業学校として開校
- 1919年 - 岡山県笠岡商業学校に改称
- 1944年 - 工業学校に転換
- 1946年 - 岡山県笠岡商業学校と岡山県笠岡工業学校を併置
- 1948年4月 - 岡山県立笠岡第一高等学校に改称 9月に岡山県立笠岡第二高等学校と統合され岡山県立笠岡高等学校となる
- 1950年 - 笠岡市立笠岡商業高等学校を併置
- 1953年 - 岡山県立笠岡商工高等学校に改称
- 1957年 - 笠岡市立笠岡商業高等学校を廃止
- 1961年 - 商・工分離により岡山県立笠岡商業高等学校に改称
- 1991年 - 情報処理科設置
- 2001年 - 創立100周年を迎える
- 2022年 - 商業科・情報処理科の募集を停止、ビジネス情報科設置（学科改編）

## 教育方針・校訓

### 教育目標
社会の有能な形成者としての識見に長じた品位ある産業人の育成を目標とし次の項目を掲げる 　
- 人格を磨き道義の高揚をはかる
- 責任を重んじ自主的精神を養う
- 学業に励み文化的創造力を養う
- 勤労を尊び専門的技能を磨く
- 心身を鍛え明朗闊達な精神を養う

### 校訓
- 誠実
- 健康
- 努力

## 検定取得率
岡山県内で、もっとも簿記やビジネス情報などの取得率が高く、県1の実績を誇る。

## 部活動
１０の運動部・１１の文化部が活動している。多くの部活動が中国・全国大会に出場している。
過去６年間（2022年度時点）の中国・全国大会出場の部活に限り掲載する。
ダンス部
- 全国高等学校ダンスドリル選手権大会
- 全国高等学校ダンスドリル冬季大会

陸上競技部
- 中国五県陸上競技対抗選手権大会
- 中国高等学校陸上競技対抗選手権大会

珠算部
- 全国高等学校珠算・電卓競技大会
- 中国五県高等学校商業教育実務競技大会

簿記部
- 全国高等学校簿記コンクール

コンピュータ部
- 全国高等学校情報処理競技大会
- 全国高等学校IT・簿記選手権大会 IT部門

ワープロ部
- 中国五県高等学校商業教育実務競技大会
- 全国高等学校ワープロ競技大会

商業クラブ
- 全国商業教育フェア新潟大会
- 全国高校生ビジネスアイデアコンテスト
- 高校生ビジネスプラングランプリ

## 著名な出身者
- 大橋正義 - 元住友不動産販売社長、元不動産流通経営協会理事長
- 安藤貞雄 - 英語・英文学者（広島大学名誉教授）
- 山下勝治 - 会計学者（神戸大学元教授・大阪大学元教授）
- 伊吹剛 - 俳優
- 岡山大樹 - プロモトクロスライダー
- 河本昭義 - バレーボール指導者、岡山シーガルズ監督
- 大悟 - （千鳥）おかやま晴れの国大使[1]
- ノブ - （千鳥）おかやま晴れの国大使[1]
- 藤川千愛 - ソロ歌手（元まねきケチャのリードボーカル）
- 房野史典 - お笑い芸人（ブロードキャスト!!）
- 今城理菜 - タレント
- 今岡諒平 - 元プロ野球審判員